# Weimar
Weimar (ou, na sua forma portuguesa, Veimar) é uma cidade alemã e património da humanidade de acordo com a UNESCO. É uma cidade independente (Kreisfreie Stadt) ou distrito urbano (Stadtkreis), ou seja, possui estatuto de distrito (kreis).
É particularmente conhecida pelos grandes nomes da cultura alemã que aqui viveram nos tempos do romantismo e o Sturm und Drang: Goethe e Schiller, entre outros, mas também, mais tarde Nietzsche, este último quando já atormentado pela loucura. No edifício do teatro, situado no Theaterplatz ("Praça do Teatro") foi proclamada a República de Weimar. A cidade também é conhecida por sua importância na história da Alemanha.
Goethe escreveu sobre esta cidade dizendo que "Weimar não é uma cidade com um parque, mas um parque com uma cidade" e de facto o Park der Ilm é mais do que um parque, mas uma oportunidade de conjugação entre uma cidade em grande movimento com a ocupação de tempos livres num espaço natural pacato, demarcando-se pela sua beleza extraordinária do ponto de vista paisagístico e da sua própria dimensão. É no centro do parque que se encontra a casa de férias de Goethe, actualmente um dos muitos núcleos museológicos que a cidade procura preservar e rentabilizar.
Weimar encontra-se actualmente marcada pela presença da universidade da Bauhaus, que desde a sua fundação em 1919 por Walter Gropius mantém uma profunda relação com a cidade, transformando-se num centro não só turístico, mas também estudantil, com muita animação nocturna.
Esta cidade acolhe diversas festas de onde se destaca a Zwiebelfest ("Festa de Cebola") e o Weimarer Weihnacht ("Natal de Weimar"), que constituem pontos-chave de comércio de rua atraindo milhares de pessoas para um ambiente de festa que envolve as ruas do centro da cidade.
A seis quilómetros de distância situa-se o campo de concentração nazista de Buchenwald. Criado em 1937, recebeu entre julho de 1938 e abril de 1945 cerca de 240 mil prisioneiros, incluindo 168 prisioneiros de guerra aliados.

## Património Mundial
- Bauhaus e seus sítios em Weimar, Dessau e Bernau
- Weimar Clássica

## Cidades-irmãs
Weimar é geminada com:
- Blois, França
- Xiraz, Irã
- Hämeenlinna, Finlândia
- Siena, Itália
- Zamość, Polônia[3]
- Tréveris, Alemanha

## Personalidades
- Herbert Kroemer (1928), Prémio Nobel de Física de 2000